# Elecciones provinciales del Neuquén de 1987
Las elecciones generales de la provincia del Neuquén de 1987 tuvieron lugar el 6 de septiembre, al mismo tiempo que las elecciones legislativas a nivel nacional. Se debía renovar la gobernación para el período 1987-1991 y los 25 escaños de la Legislatura Provincial mediante el sistema de "mayoría automática", que daba 15 escaños al partido más votado, y "representación opositora automática", que daba 10 al segundo más votado, sin permitir que terceros partidos obtuviesen representación legislativa. Fueron los primeros comicios para gobernador desde 1958 en los que Felipe Sapag no fue candidato, teniendo este constitucionalmente prohibida la reelección.
El Movimiento Popular Neuquino (MPN), ganador de todas las elecciones desde 1962 obtuvo una predecible y amplia victoria con el 47.43% de los votos con Pedro Salvatori, exgobernador de facto durante la dictadura militar conocida como Revolución Argentina, como candidato. En una elección totalmente contradictoria con los sucesos a nivel nacional, la Unión Cívica Radical (UCR) se ubicó segunda con el 29.39% de los votos, siendo su candidato a gobernador Rodolfo Quezada. Una escisión del Partido Justicialista (PJ), el partido Justicia, Democracia y Participación (JDP) quedó en tercer lugar con Oscar Massei como candidato, apoyado por una coalición conocida como Frente de la Democracia y la Participación. El justicialismo, que a nivel nacional obtenía una estrecha victoria, debacló en Neuquén con su candidato, Aldo Duzdevich, no superando el 10% de los votos. Del mismo modo, en el plano legislativo, el MPN obtuvo los 15 escaños oficialistas y la UCR los 10 opositores.
Salvatori asumió el cargo el 10 de diciembre de 1987, marcando el primer tras paso de mando entre dos gobernadores electos desde la provincialización de Neuquén.

## Resultados

### Gobernador y Vicegobernador
| Fórmula               | Fórmula               | Partido               | Partido                                    | Votos   | %     |
| Gobernador            | Vicegobernador        | Partido               | Partido                                    | Votos   | %     |
| --------------------- | --------------------- | --------------------- | ------------------------------------------ | ------- | ----- |
| Pedro Salvatori       | José Lucas Echegaray  |                       | Movimiento Popular Neuquino                | 64.290  | 47,43 |
| Rodolfo Quezada       |                       |                       | Unión Cívica Radical                       | 39.830  | 29,39 |
| Oscar Massei          |                       |                       | Frente de la Democracia y la Participación | 14.394  | 10,62 |
| Aldo Duzdevich        |                       |                       | Partido Justicialista                      | 12.732  | 9,39  |
|                       |                       |                       | Movimiento de Integración y Desarrollo     | 1.484   | 1,09  |
|                       |                       |                       | Movimiento al Socialismo                   | 880     | 0,65  |
|                       |                       |                       | Frente Amplio de Liberación                | 741     | 0,55  |
|                       |                       |                       | Partido Obrero                             | 665     | 0,49  |
|                       |                       |                       | Partido Socialista Popular                 | 529     | 0,39  |
| Votos positivos       | Votos positivos       | Votos positivos       | Votos positivos                            | 135.545 | 96,68 |
| Votos en blanco       | Votos en blanco       | Votos en blanco       | Votos en blanco                            | 3.835   | 2,74  |
| Votos nulos           | Votos nulos           | Votos nulos           | Votos nulos                                | 779     | 0,56  |
| Diferencia de actas   | Diferencia de actas   | Diferencia de actas   | Diferencia de actas                        | 35      | 0,02  |
| Participación         | Participación         | Participación         | Participación                              | 140.194 | 86,97 |
| Electores registrados | Electores registrados | Electores registrados | Electores registrados                      | 161.192 | 100   |
| Fuente:               |                       |                       |                                            |         |       |

### Legislatura
| Partido               | Partido                                    | Votos   | %     | Bancas | Electos |
| --------------------- | ------------------------------------------ | ------- | ----- | ------ | --- |
|                       | Movimiento Popular Neuquino                | 62.690  | 47,20 | 15/25  | Ver electos: 1. Raúl Vicente Pascuarelli 2. Carlos Antonio Silva 3. Alejandro Argentino Córdoba 4. Hebert Raúl López 5. Ramón Nonato Jorge Reynals 6. Roberto Antonio Varone 7. Carlos Julio Sang 8. Jorge Francisco Mosqueira 9. Nilda Elvira Alambillaga 10. Miguel Antonio Irigoyen 11. Juan Carlos Ibáñez 12. Raúl Jorge Otaño 13. Oscar Nemesio Sturzenegger 14. Juan Carlos Marconeto Velasco 15. Abel Uribe |
|                       | Unión Cívica Radical                       | 39.543  | 29,77 | 10/25  | Ver electos: 1. Héctor Ricardo Villar 2. Juan Manuel Narambuena 3. Roberto Luján López 4. Jorge Alberto Aravena 5. Oscar Horacio González 6. Alberto Ángel Benjamín Barrionuevo 7. Juan Carlos Bragil 8. Mario Alberto Corradi 9. Jacinto Yamandu Sosa 10. Juan Carlos Galván |
|                       | Partido Justicialista                      | 13.280  | 10,00 |        | |
|                       | Frente de la Democracia y la Participación | 13.010  | 9,79  |        | |
|                       | Movimiento de Integración y Desarrollo     | 1.420   | 1,07  |        | |
|                       | Movimiento al Socialismo                   | 912     | 0,69  |        | |
|                       | Frente Amplio de Liberación                | 753     | 0,57  |        | |
|                       | Partido Obrero                             | 672     | 0,51  |        | |
|                       | Partido Socialista Popular                 | 543     | 0,41  |        | |
| Votos positivos       | Votos positivos                            | 132.823 | 94,74 |        | |
| Votos en blanco       | Votos en blanco                            | 6.563   | 4,68  |        | |
| Votos nulos           | Votos nulos                                | 772     | 0,55  |        | |
| Diferencia de actas   | Diferencia de actas                        | 36      | 0,03  |        | |
| Participación         | Participación                              | 140.194 | 86,97 |        | |
| Electores registrados | Electores registrados                      | 161.192 | 100   |        | |
| Fuentes:              |                                            |         |       |        | |